# Deine Lakaien
Deine Lakaien is een Duitse darkwave- en gothicband. Dankzij de klassieke training van componist Ernst Horn en de diepe, donkere stem van zanger Alexander Veljanov wordt Deine Lakaien gekenmerkt door een rijk melancholiek geluid. De teksten gaan volgens Ernst Horn enerzijds vooral over het deprimerende gevoel dat alles zinloos is, en daarnaast zijn er nummers met overpeinzingen over filosofische en politieke thema's.

## De advertentie
In 1985 plaatste Ernst Horn, een klassiek geschoold pianist, componist en dirigent een advertentie in een plaatselijke krant in München. De tekst luidde: "Zanger gezocht die van experimenteren houdt". De van oorsprong Macedonische zanger Alexander Veljanov reageerde op deze advertentie. Het klikte, en zo ontstond Deine Lakaien. De band noemde zich naar een zin uit een nummer van de Duitse Industrial band Einstürzende Neubauten.

## Eerste jaren
In 1986 verscheen in eigen beheer het titelloze debuut. Door optredens wist de band in de jaren daarna langzamerhand een cultstatus te bereiken, en nadat ze in 1991 het tweede album "Dark Star" uitbrachten, wisten ze een groot publiek aan zich te binden. Het titelnummer en de albumtrack "Love me to the end" werden clubhits in de Duitse gothic en alternatieve scene. Met het derde album "Forest enter exit" uit 1993 brak de band ook door in de mainstream. Het album kwam in de hitlijsten in Duitsland terecht, en Deine Lakaien werd een van Duitslands grootste gothic bands.

## De langzame opmars
Met de daaropvolgende albums werd een steeds groter publiek bereikt, en de verkoop van de albums "Kasmodiah", "White lies" en "April skies" haalde in Duitsland zelfs de top tien. Met het album April Skies begon Deine Lakaien ook langzaam door te sijpelen buiten Duitsland, waar ze tot die tijd alleen maar een cultstatus hadden. Dit album was ook uitgebracht via EMI/Capitol, wat zeker ook aan het succes heeft bijgedragen. In 2010 verscheen een nieuw album "Indicator".
Het 8e studio-album Crystal Palace kwam uit in August 2014 waarin, na een akoestische tour, de muziek weer volledig electronisch was zonder gastmuzikanten.De band vierde hun 30e verjaardag in 2016 met het "best-of" album XXX. The 30 Years Retrospective, waarop ook enkele nieuwe nummers staan.
Vanwege de COVID-19 pandemie, moest het 10e studio album Dual / Dual+ en de bijbehorende tour worden uitgesteld van 2020 naar 2021. Het album is een dubbelalbum met deels nieuw werk, en deels covers. Zelf noemden ze dit album het meest doorontwikkelde album tot dusver.

## Live
Deine Lakaien is behalve op de albums ook live een hele belevenis. Live wordt de band uitgebreid met twee violistes, een cellist en een gitarist. Door deze voor een gothic/pop band curieuze line-up weten ze een bijzondere sfeer neer te zetten. Met daaraan gekoppeld het virtuoze toetsenwerk van Ernst Horn, en de excentrieke voordracht van Alexander Veljanov is Deine Lakaien live zeer de moeite waard.
De band doet ook akoestische sets, met alleen Horn op piano en Veljanov als zanger.
In 2007 heeft de band een toer gedaan samen met het Philharmonisch Orkest van Frankfurt. Op 1 november 2008 gaf Deine Lakaien een akoestisch optreden ter ere van het 20-jarig bestaan van het Goethe Instituut in Peking (China). De tour na het uitkomen van het best-of album XXX in 2016 duurde twee jaar waarin ze niet alleen in poppodia speelden, maar wederom ook in speciale concertzalen zoals de Berliner Philharmonie, de Kölner Philharmonie en het Kulturpalast in Dresden. In 2020 stond er ook een tour gepland bij het dubbelalbum Dual/Dual+, maar omdat het album en de tour vanwege de coronapandemie moesten worden uitgesteld, heeft de band op 16 juli 2020 een streamingconcert gegeven vanuit het Astra Kultuurhuis in Berlijn. Ze speelden daarin onder andere een cover van "Because the night" (van Patti Smith en Bruce Springsteen) die ook op het nieuwe album zou verschijnen. 

## Discografie
- Deine Lakaien (1986)
- Dark star (1991)
- 2nd star (EP) (1991)
- Dark star live (live) (1992)
- Forest enter exit (1993)
- Mindmachine (EP) (1994)
- Acoustic (live) (1995)
- Winter fish testosterone (1996)
- Kasmodiah (1999)
- White lies (2002)
- Live in concert (2003)
- 1987 (The early tapes) (destijds niet uitgebracht tweede album) (2003)
- April Skies (2005)
- 20 Years Of Electronic Avantgarde, 2007 (Orchestral recordings)
- Indicator (2010)
- Crystal Palace (2014)
- XXX The 30 Years Retrospective (compilatie-album) (2016)
- Dual (2021)
- Dual+ (2021)